# 费利克斯·马科特
费利克斯·马科特（法語：Félix Marcotte，1865年6月12日—1953年7月26日），法国男子帆船运动员。他曾代表法国参加1900年夏季奥林匹克运动会帆船比赛，获得一枚银牌和一枚铜牌。